# Bocksjön (Undenäs socken, Västergötland)
Bocksjön är en sjö i Karlsborgs kommun i Västergötland och ingår i Motala ströms huvudavrinningsområde. Sjön är 2,8 meter djup, har en yta på 0,708 kvadratkilometer och är belägen 99,2 meter över havet. Sjön avvattnas av vattendraget Moabäcken.

## Delavrinningsområde
Bocksjön ingår i det delavrinningsområde (650846-143024) som SMHI kallar för Mynnar i Vättern. Avrinningsområdets medelhöjd är 154 m ö.h. och ytan är 18,82 kvadratkilometer. Det finns inga delavrinningsområden uppströms utan avrinningsområdet är högsta punkten. Moabäcken som avvattnar avrinningsområdet har biflödesordning 2, vilket innebär att vattnet flödar genom totalt 2 vattendrag innan det når havet efter 137 kilometer. Delavrinningsområdet består mestadels av skog (89 procent). Avrinningsområdet har 2,64 kvadratkilometer vattenytor vilket ger avrinningsområdet en sjöprocent på 2,2 procent. Bebyggelsen i området täcker en yta av 1,76 kvadratkilometer eller 1 procent av avrinningsområdet.